# 궁금타
《궁금타》는 K-STAR에서 방영하고 있는 예능 프로그램이다.